# 沙苑之戰
沙苑之战指的是在南北朝时期的東、西魏之间第二場大戰。
東魏在小關之戰被西魏擊敗後，西魏的宇文泰率領大軍攻佔東魏的盤豆郡、恆農郡，俘虜東魏的陝州刺史李徽伯。東魏黃河以北的大量領土歸附西魏。东魏天平四年（537年）十月，东魏相國高欢亲率二十万军队至蒲津（今山西永濟縣一帶）攻討西魏。十月進抵洛水之南的許原，威逼長安。宇文泰聞訊從恆農趕赴關中。
当时宇文泰的军队不满万人，軍隊備有三日糧食，以輕騎渡渭河至北岸的沙苑（今陝西大荔南），距高歡大軍60里安營。此時宇文泰採李弼之計，列陣於渭曲，又命將士將武器藏於蘆葦中，等候聞鼓聲而起。
高歡遣兵至，東魏兵望見西魏兵寥寥無幾，個個貪功冒進，應有的戰陣散不成形。 
兩軍相交之際，宇文泰親自擂響鼓號，埋伏於蘆葦叢中的兵士奮勇而起，李弼一支鐵甲騎兵又從側面突出橫擊。東魏軍隊被截成兩段，軍卒大恐。
高歡看見軍伍散亂，想先收兵集結後再出擊。點名官過了一會回來，禀告說：“眾營皆空，兵士死散，沒人應答。”高歡不甘心，還在猶豫。大將斛律金勸說：“眾心離散，不可複用，我們應該立即奔往黃河以東。”
高歡據鞍嘆息不動，斛律金以鞭擊打戰馬，一行人逃走，到了河邊差點沒找到船，狼狽渡河。高歡喪甲士八萬人，丟棄鎧仗十之有八。高敖曹聞聽敗報，也從恆農撤圍，退保洛陽。高歡連夜跨駱駝逃往黃河西岸。宇文泰命令將士每人在戰場上植柳樹一株，以示慶賀。西魏升宇文泰為柱國大將軍，增邑五千戶，參戰的其他十二名將領也進爵增邑。
凭借这场以弱胜强的伏擊戰，宇文泰既巩固了建立不久的西魏政权，确立了东西魏割据的局面，同时也巩固了自己在西魏政权的主宰地位，为之后北周的建立奠定了坚实的基础。沙苑之战后东魏不再能随意侵入关中，东西魏的主战场转为河东（山西）和河南。